# مانيكان

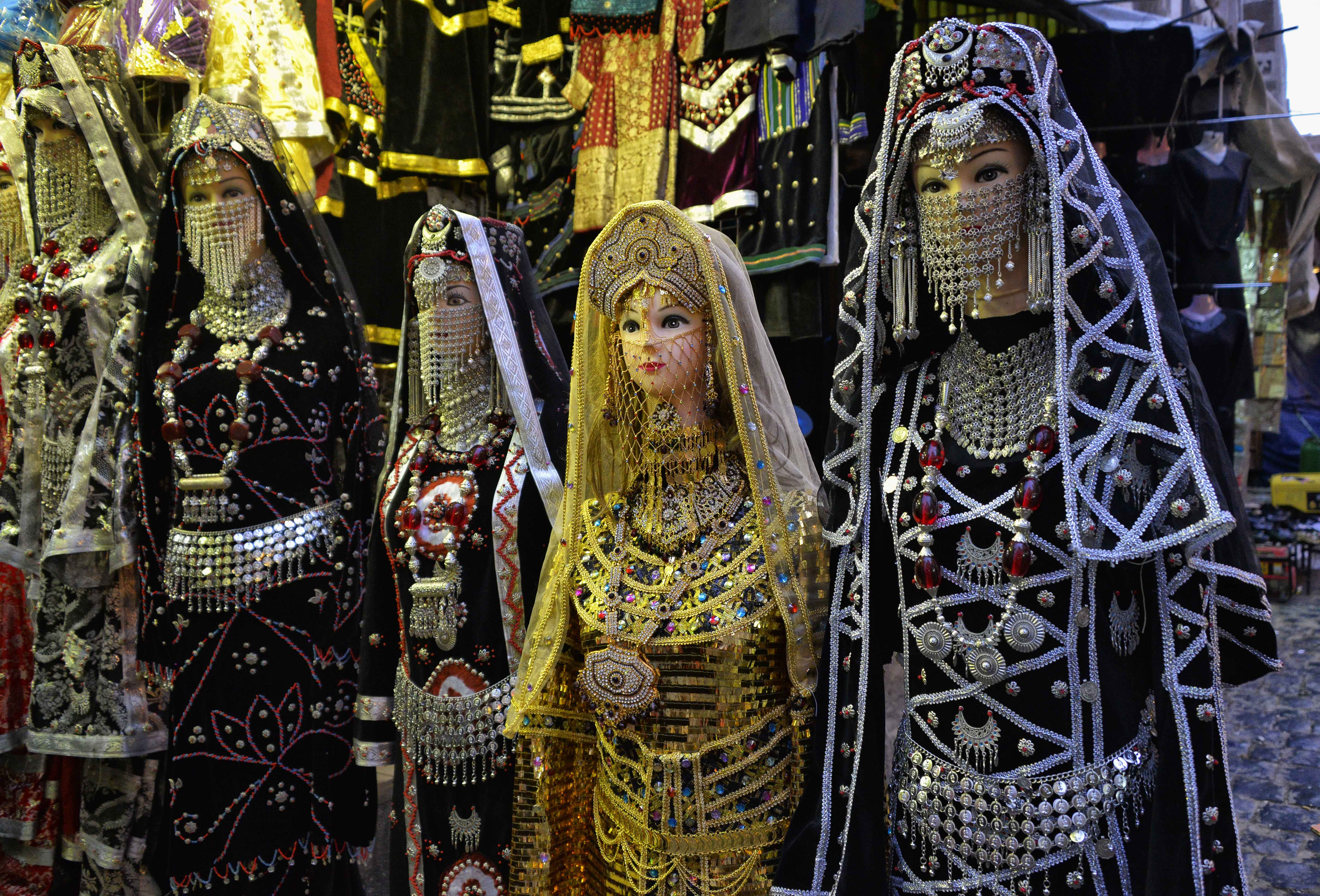
مانيكانات في صنعاء

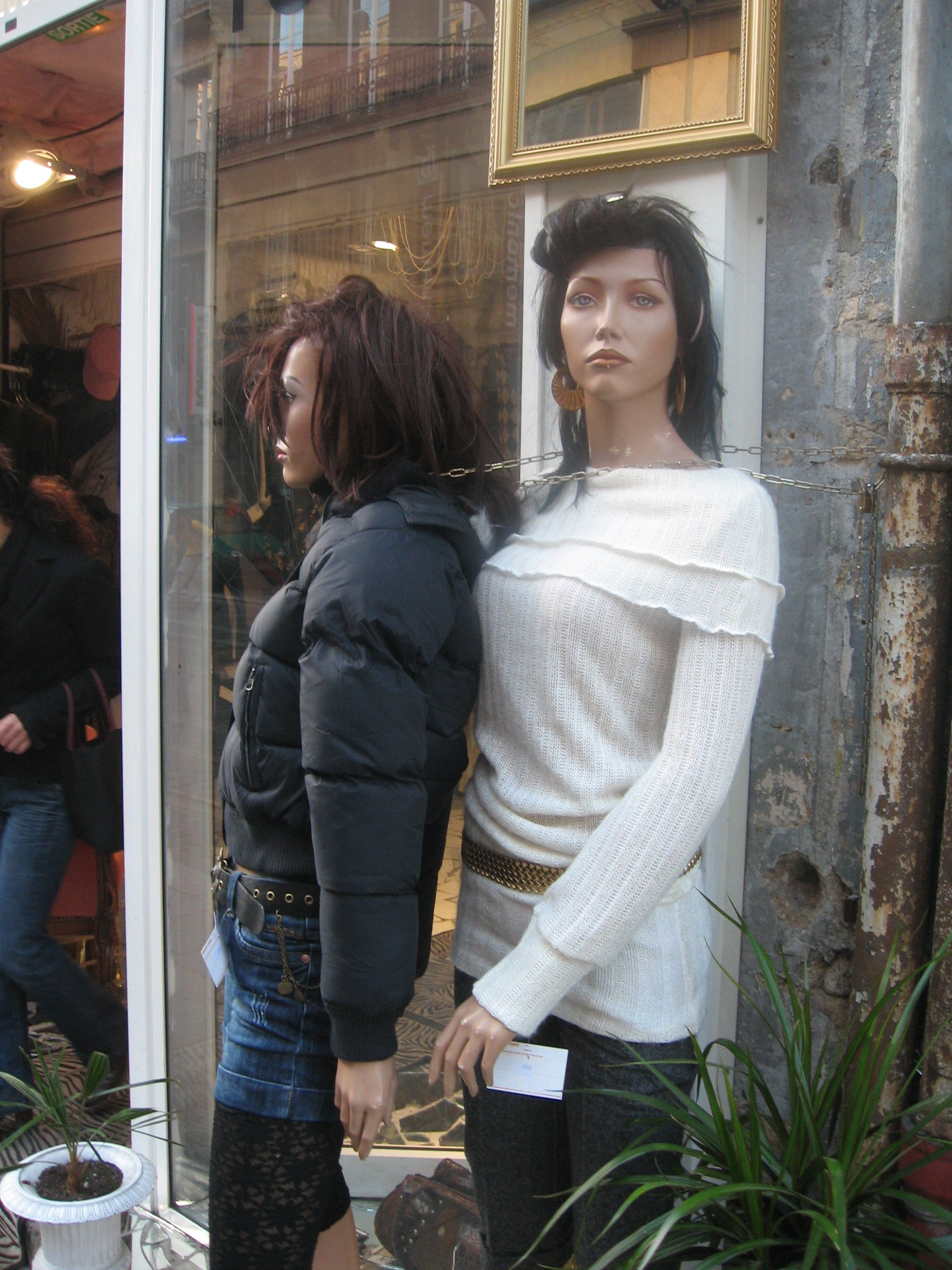
مانيكان في واجهة محل فرنسي للملابس في بوردو

دمية عرض الملابس أو المُنكِين أو المِثالة أو مانيكان (بالإنجليزية: Mannequin)‏ هي دمية على هيئة إنسان تُستخدم في المحلات لعرض الملابس. ظهرت لأول مرة في المحلات التجارية الكبرى عام 1860 وكانت بدون وجوه. وتطورت على يد المهندس البلجيكي (ستوكعن) عام 1869 عندما أضاف إليها وجه وشعر طبيعى وقد أحدث عرضها الإعجاب والدهشة لدى الناس. خلال خمسينيات القرن العشرين اُستخدمت دمى عرض الملابس في اختبار الأسلحة النووية لإظهار تأثير الأسلحة النووية على البشر.